# Kristel Zweers
Kristel Zweers (Brummen, 1976) is een Nederlands cabaretière.
Zweers volgde voortgezet onderwijs in Warnsveld op het Isendoorn College. Na haar eindexamen deed ze succesvol auditie aan de Academie voor Expressie door Woord en Gebaar in Kampen, onderdeel van Hogeschool voor de Kunsten te Zwolle. In 1999 studeerde Zweers af met haar eigen cabaretprogramma Verwacht. Vervolgens gaf ze twee jaar theatersportcursussen (improvisatie) aan het Utrechts Centrum voor de Kunsten. In diezelfde tijd was ze via open podia in aanraking gekomen met stand-upcomedy. Ze belandde in 2001 bij het Comedy Café in Amsterdam. Daar deed ze mee aan de Lucky Strike Talent Tour. In de finale eindigde ze op een tweede plaats.
In 2004 was Zweers lid van het team van De Lama's, het improvisatieprogramma van BNN.
In 2009 volgde de eerste van haar one-womanshows, Ruig, en daarna werkte ze ook mee aan tv-programma's. 
Vanaf 2013 begon ze op te treden in het Engels. Zodoende kwam ze o.a. te spelen in Maleisië, India, China, Sri Lanka, Australië en Nieuw-Zeeland.  Ze trad ook op in Shanghai, Brunei, Dubai en Jakarta voor de Nederlanders daar.  Momenteel is ze weer volop te zien in het Nederlands - en Vlaamse comedycircuit. Ook speelt ze nog steeds Engelstalig en reist ze af en toe af naar Londen, Duitsland, Luxemburg en Tsjechië.

## Programma's
- 2003: Tegenspraak (Cameretten)
- 2004: Dubbelprogramma met Pien Ankerman
- 2004: De Lama's
- 2006: Onschuldig
- 2009: Ruig
- 2011: Puur
- 2012: Fort Boyard 2012
- 2012: Mag ik U Kussen